# Jan van Riebeekstraat

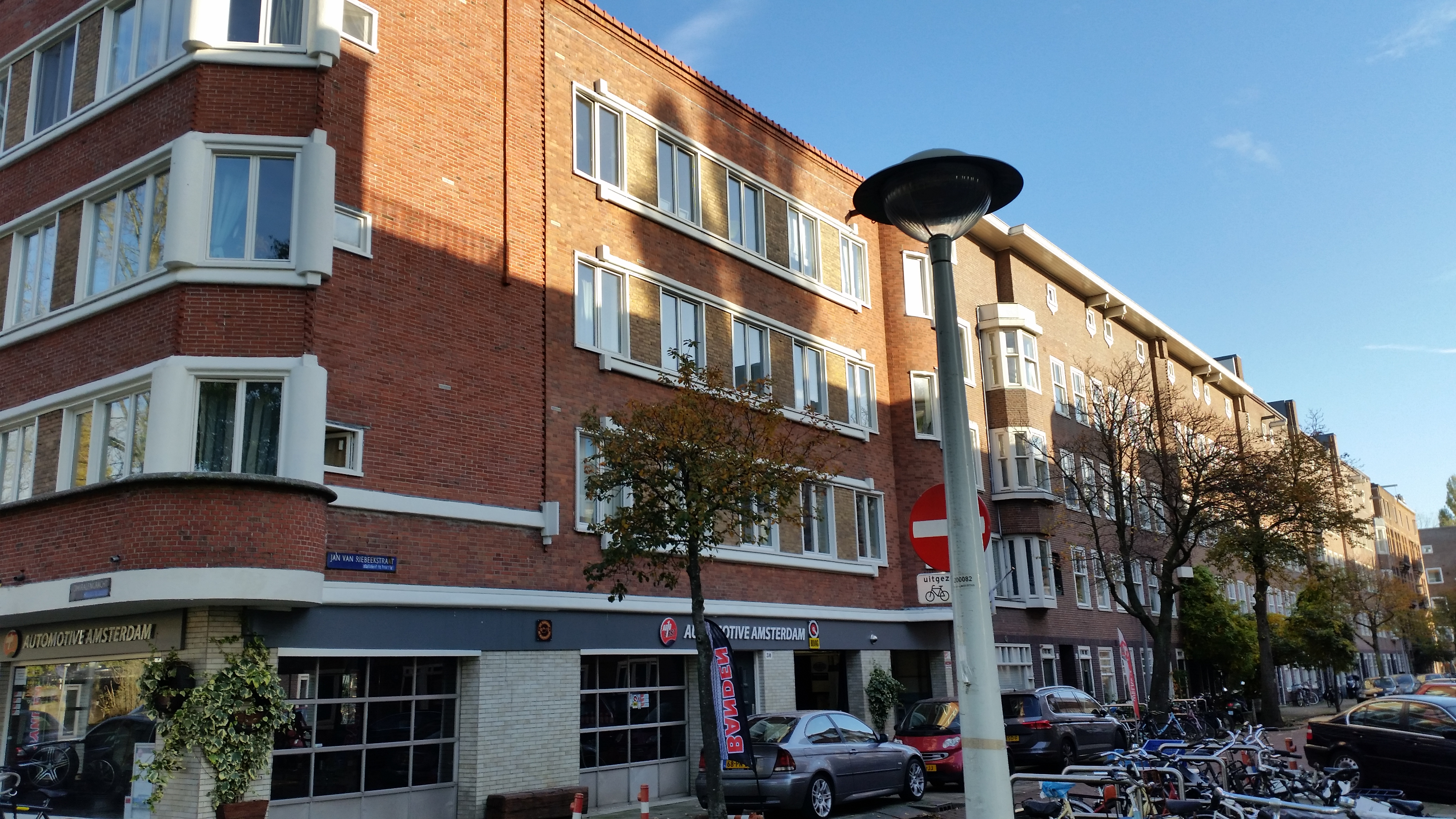
Jan van Riebeekstraat even met vooraan het monument (november 2019)

De Jan van Riebeekstraat is een straat in de Chassébuurt in Amsterdam-West.

## Geschiedenis en ligging
De straat kreeg per raadsbesluit van 3 december 1912 haar naam. Het gebied maakte toen nog onderdeel uit van de gemeente Sloten. Die gemeente vernoemde de straat naar koopman en chirurgijn Jan van Riebeeck. De naam van de straat ging over naar de gemeente Amsterdam, toen die het gebied in 1921 annexeerde voor woningbouw. De straatnaam hoefde daarbij geen nieuwe naam te krijgen, want Amsterdam had toen nog geen straat met die naam.
De Jan van Riebeekstraat ligt ingeklemd tussen de Witte de Withstraat en de Admiralengracht. De straat eindigt aan beide zijden in een t-kruising, dus er is geen doorgaande route ontstaan. De drukke verkeersader hier is de Jan Evertsenstraat, waarover ook openbaar vervoer rijdt, die straat loopt parallel aan de Jan van Riebeekstraat. 
Sloten liet hier al aan de Witte de Withstraat bouwen, toen zij nog eigenaar was van de gronden, maar het merendeel komt uit de Amsterdamse periode.

## Gebouwen
Het is een rustige straat met woningen, enkele winkels en een schoolgebouw die de zuidelijke gevelwand overheerst. De huisnummers lopen op van 1 tot en met 25 (oneven) en 2 tot en met 30 (even). Dat laatste gebouw (Jan van Riebeekstraat 30) is het enige monument in de straat. Het maakt deel uit van een woonblok dat gebouwd werd naar ontwerp van Jo van der Mey, nog deels gebouwd in de stijl van de Amsterdamse School. Toch zijn ook andere gerenommeerde architecten hier bezig geweest. Cornelis Kruyswijk (ook Amsterdamse School) ontwierp een aantal panden aan de noordkant van de straat (1925), behalve die op de hoek van de Witte de Withstraat (J.F. van Nes, 1912). Arend Jan Westerman, die een eigen variant hanteerde van de Amsterdamse Schoolstijl, was bezig aan de oneven zijde (1925), behalve de hoek met de Witte de Withstraat (J. Timman, 1918). De dubbele school uit 1926/1927 op de huisnummer 11 en 13 is ontworpen door de Dienst der Publieke Werken. Om kosten te besparen werden er twee scholen tegen elkaar gezet, met een centraal gelegen gymnastieklokaal. Ook die school vertoont kenmerken van de Amsterdamse Schoolstijl. Het gebouw heeft een opvallende raampartij in het midden; de specifieke architect is onbekend. In het gebouw is ook begin 21e eeuw een school gevestigd.

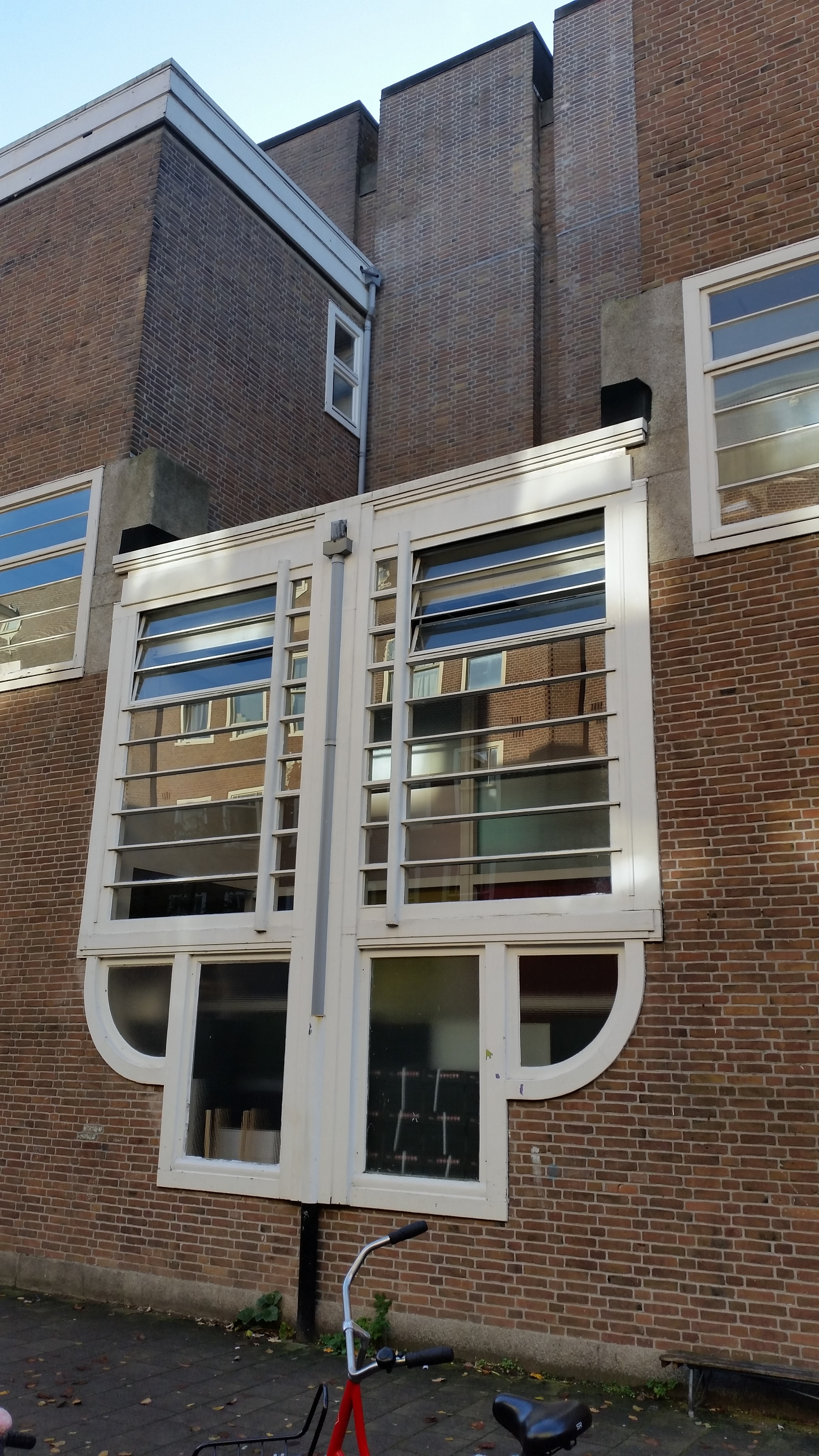
Glaspartij van school (november 2019)